# Národní park Biscayne
Národní park Biscayne (anglicky  Biscayne National Park) je národní park na jihovýchodě Spojených států amerických, na Floridě. Většinu parku tvoří moře (95%) a podmořské korálové útesy. Park leží v zálivu Biscayne Bay a zahrnuje severní část třetího největšího korálového útesu na světě Florida Reef (Floridský útes).
Z pevniny zahrnuje severní část ostrovů Florida Keys, především největší ostrov národního parku Elliot Key. Park má za cíl chránit čtyři hlavní ekosystémy: úzký pás pobřežních porostů mangrove na floridské pevnině, mělké vody zálivu Biscayne Bay, vápencové korálové ostrovy a severní část Floridského útesu.
Oblast je bohatá na floru a faunu.